# صخره‌ماهی قرمز ژاپنی
صخره‌ماهی قرمز ژاپنی (نام علمی: Sebastes inermis) نام یک گونه از سرده صخره‌ماهی است.